# مجمع العرب (جدة)
مجمع العرب هو مركز تسوق يقع في مدينة جدة بالمملكة العربية السعودية. يقع المركز على الجهة الشرقية من طريق المدينة وعلى جنوب طريق مكة المكرمة, بالقرب من مطار الملك عبد العزيز الدولي.
المساحة الإجمالية للمركز حوالي 261,0700 متر مربع، بواقع 16 مدخل و 3000 مواقف مخصصة للسيارات. التسهيلات الأساسية بالمركز عبارة عن مركز تجاري (هايبر بنده)، سينما، وأكثر من 300 من المحال التجارية العالمية. مالك هذا المركز هي مجموعة الحكير التي تمتلك 13 مركز تجاري و حوالي 500 فرع محلي ودولي، ويعتبر أقدم مولات جدة من المراكز العربية.